# Trollholmen (Bergen)
Ne doit pas être confondu avec Trollholmen.
Trollholmen est une île norvégienne du comté de Hordaland appartenant administrativement à Bergen.

## Description
Rocheuse et couverte de buissons, elle s'étend sur environ 107 m de long pour une largeur approximative de 54 m.